# Venizelou
Venizelou (Grieks: Βενιζέλου) (Venizelosstraat) is een metrostation in de Griekse stad Thessaloniki dat op 30 november 2024 werd geopend. Het station en de straat zijn genoemd naar de vroegere Griekse premier Eleftherios Venizelos.

## Geschiedenis
Na de grote stadsbrand van 1917 stelde premier Venizelos een commissie in die met voorstellen voor de wederopbouw van Thessaloniki moest komen. Onderdeel van het wederopbouwplan uit 1918 was de aanleg van een metro, die binnen de stadsmuren in een tunnel onder de Egnatialaan zou lopen. De stad werd herbouwd zonder metro en in 1968 kwam er een nieuw voorstel voor een metro, dit keer als ringlijn. 

Het gemeentelijke project in 1988

Het gemeentelijke sneltram/metroproject uit de jaren 80 van de 20e eeuw omvatte eveneens de tunnel onder de Egnatialaan en station Venizelou was onder de naam Alkazar opgenomen in het project. Het project werd echter in 1989 stilgelegd om financiële redenen en in 2003 werd de aanbesteding geopend voor de gerealiseerde metro. Na de gunning in april 2006 begon de aanleg eind juni van dat jaar, met een geplande bouwtijd van 6 jaar.  Het station werd geopend op 30 november 2024 met een bezoek van de Griekse President en de Griekse premier aan de archeologische vondsten in het station.

## Archeologie
De tunnels zouden geboord worden op ongeveer 9 meter onder straatniveau en de stations werden ontworpen naar het voorbeeld van de metro van Kopenhagen. Tijdens het uitgraven van de bouwput voor het, inmiddels Venizelou genoemde, station stuitte men op ongeveer 5 meter diepte op restanten van de Decumanus Maximus en de belendende gebouwen. 
Het kruispunt tussen de twee hoofdstraten van Thessaloniki uit de Hellenistische periode tot begin 20e eeuw lag onveranderd onder het kruispunt van de moderne Venizelosstraat en de Egnatialaan toen het werd opgegraven. Verder onderzoek legde een deel van de door Alexander de Grote gebouwde Hellenistische stad (316-315 vChr.) rond het kruispunt bloot. Deze stad was gebouwd volgens de stadsplanning van Hippodamus van Milete met een rechthoekig stratenpatroon. Volgens archeologische gegevens werden de gebouwen, rond het kruispunt gebruikt voor de handel en ontspanning, zoals het badhuis met Romeinse mozaïeken dat van 100 vChr. tot ongeveer 700 in gebruik was. In het Byzantijse tijdperk, 350 – 400, kregen de Decumanus Maximus (Egnatialaan) en de Cardo (Venizelosstraat)  marmeren stoepranden en werden de gebouwen voorzien van afdaken met zuilen. Rond 500 vond stadsvernieuwing plaats waarbij het kruispunt zelf overdekt werd met een tetrapylon, met bij alle vier de zijden een toegangspoort tot het kruispunt en een plein met een marmeren zuilengang werd aangelegd ten zuiden van de Decumanus Maximus. Vanaf 700 werden de winkels rond de Byzantijnse markt en aan weerszijden van de, met kiezelstenen bestraatte laan, geleidelijk ingenomen door goud en zilversmeden. De stadsbrand van 1917 verwoestte de winkels en zodoende kwam er  een eind aan deze winkels. Deze vondsten zijn gecategoriseerd als van grote archeologische waarde. 

## Ligging en inrichting
De metrobouwers wilden de archeologische vondsten naar elders verplaatsen, terwijl de gemeente het geheel ter plaatse wilde behouden. In 2015 kwam het geschil voor de Griekse Raad van State en moest het metrobedrijf het ontwerp van meerdere stations aanpassen en kwamen de tunnels tussen de 14 en 31 meter diep, onder de archeologische bodemschatten, te liggen. Voor Venizelou betekende dit dat de stationshal onder de Decumanus Maximus kwam te liggen ongeveer waar aanvankelijk het perron zou komen. De stationskuip rond de opgravingen werd een ondergrondse archeologische ruimte waarin reizigers vanuit de toegangshallen en vanaf een glazen loopbrug aan de westkant, die aan het dak is opgehangen, de vondsten kunnen bekijken. De toegangen liggen ten westen van de Venizelosstraat aan weerszijden van de Egnatialaan. 
De noordelijke toegang ligt naast de 15e-eeuwse Hamza Bey Moskee die jarenlang als bioscoop Alkazar werd gebruikt. De vaste trap hier verbindt de straat met niveau -1, dezelfde hoogte als de loopbrug. De roltrappen lopen tussen de straat en de toegangshal op niveau -2 pal naast de overblijfselen van het tertrapylon. Deze toegangshal is met trappen verbonden met niveau -1 en -3, daarnaast is er een tweede roltrapgroep voor de verbinding  tussen de toegangshal en de stationshal op niveau -3. De zuidelijke toegang ligt tussen de Egnatialaan en de Bezesteni, de Ottomaanse markthal. Naast de vaste trap en een roltrapgroep zoals bij de noordelijke ingang is hier ook een lift. Deze ingang ligt, om de instroom van water te voorkomen, op een plateau en rolstoelgebruikers moeten dan ook via een helling om de lift te bereiken. Ook hier komt de trap uit op niveau -1 en lopen de roltrappen tussen de straat en de toegangshal op niveau -2, hier naast het Romeinse badhuis. De lift stop op alle niveaus en de trap en een tweede roltrapgroep verbinden ook hier de toegangshal met de stationshal. Naast de stationshal is bij de lift nog een deel van het kalkstenen plaveisel van de Cardo, de noord-zuid hoofdstraat uit de 6e eeuw, te zien.  
In de stationshal en de hele stationsinrichting verder naar beneden is het Deense voorbeeld  duidelijk herkenbaar aan de afwerking, de indeling met twee roltrapgroepen van elk vier roltrappen die de hal met het perron op niveau – 5 verbinden en de lift op de kop van het perron. Het perron is voorzien van perrondeuren omdat, net als in Kopenhagen, automatische metro's worden ingezet. Naast de vele kaartautomaten is er een kaartverkoop in de stationshal en is er een vaste trap rond de liftkoker. 